# Премія НАН України імені М. І. Туган-Барановського
Премія НАН України імені М. І. Туган-Барановського  — премія, встановлена НАН України з метою відзначення вчених, які опублікували найкращі наукові праці, здійснили винаходи і відкриття, що мають важливе значення для розвитку науки і економіки України за видатні наукові роботи в галузі економіки.
Премію засновано у 1992 р. постановою Президії НАН України та названо на честь видатного українського науковця Туган-Барановського Михайла Івановича.
Починаючи з 2007 року Премію імені М. І. Туган-Барановського присуджує Відділення економіки НАН України раз на рік.

## Лауреати премії
Премії НАН України імені М. І. Туган-Барановського було присуджено:

| Рік  | Тема | Лауреати                        | Коротко про лауреата |
| ---- | --- | ------------------------------- | --- |
| 2022 | Цикл праць «Історичні детермінанти економічного розвитку в Україні»                                                                         | Небрат Вікторія Василівна       | доктор економічних наук, старший науковий співробітник, завідувач відділу економічної історії, Інститут економіки та прогнозування НАН України                                          |
| 2022 | Цикл праць «Історичні детермінанти економічного розвитку в Україні»                                                                         | Супрун Наталія Анатоліївна      | доктор економічних наук, професор, головний науковий співробітник, відділ економічної історії, Інститут економіки та прогнозування НАН України                                          |
| 2022 | Цикл праць «Історичні детермінанти економічного розвитку в Україні»                                                                         | Горін Назар Олегович            | кандидат економічних наук, старший науковий співробітник, відділ економічної історії, Інститут економіки та прогнозування НАН України                                                   |
| 2019 | Цикл робіт «Перспективи, напрями і механізми розвитку смарт-промисловості в Україні»                                                        | Вишневський Валентин Павлович   | академік НАН України, завідувач відділу Інституту економіки промисловості НАН України                                                                                                   |
| 2019 | Цикл робіт «Перспективи, напрями і механізми розвитку смарт-промисловості в Україні»                                                        | Гаркушенко Оксана Миколаївна    | кандидат економічних наук, провідний науковий співробітник Інституту економіки промисловості НАН України                                                                                |
| 2019 | Цикл робіт «Перспективи, напрями і механізми розвитку смарт-промисловості в Україні»                                                        | Чекіна Вікторія Денисівна       | кандидат економічних наук, провідний науковий співробітник Інституту економіки промисловості НАН України                                                                                |
| 2016 | Цикл праць з обліку та фінансової звітності як інформаційної основи антикризового управління в умовах глобалізації                          | Єфименко Тетяна Іванівна        | член-кореспондент НАН України, президент Державної навчально-наукової установи «Академія фінансового управління»                                                                        |
| 2016 | Цикл праць з обліку та фінансової звітності як інформаційної основи антикризового управління в умовах глобалізації                          | Жук Валерій Миколайович         | член-кореспондент НААН України, віце-президент Національної академії аграрних наук України                                                                                              |
| 2016 | Цикл праць з обліку та фінансової звітності як інформаційної основи антикризового управління в умовах глобалізації                          | Ловінська Людмила Геннадіївна   | доктор економічних наук, заступник директора Науково-дослідного фінансового інституту Державної навчально-наукової установи «Академія фінансового управління»                           |
| 2013 | Цикл праць «Славетні постаті історії економічної думки України»                                                                             | Базилевич Віктор Дмитрович      | доктор економічних наук, професор, декан економічного факультету Київського національного університету імені Тараса Шевченка                                                            |
| 2013 | Цикл праць «Славетні постаті історії економічної думки України»                                                                             | Гайдай Тетяна Вікторівна        | доктор економічних наук, доцент, Київський національний університет імені Тараса Шевченка.                                                                                              |
| 2013 | Цикл праць «Славетні постаті історії економічної думки України»                                                                             | Гражевська Надія Іванівна       | доктор економічних наук, професор, Київський національний університет імені Тараса Шевченка.                                                                                            |
| 2011 | Цикл наукових праць з проблем бідності (6 монографій)                                                                                       | Лібанова Елла Марленівна        | доктор економічних наук, професор, Академік НАН України (соціоекономіка), директор Інституту демографії та соціальних досліджень імені М. В. Птухи НАН України                          |
| 2011 | Цикл наукових праць з проблем бідності (6 монографій)                                                                                       | Макарова Олена Володимирівна    | доктор економічних наук, Старший науковий співробітник, Заступник директора з наукової роботи Інституту демографії та соціальних досліджень імені М. В. Птухи НАН України               |
| 2011 | Цикл наукових праць з проблем бідності (6 монографій)                                                                                       | Черенько Людмила Миколаївна     | кандидат економічних наук, Завідувач відділом Інституту демографії та соціальних досліджень імені М. В. Птухи НАН України                                                               |
| 2010 | Колективна монографія «Фінансово-монетарні важелі економічного розвитку» (3 томи)                                                           | Даниленко Анатолій Іванович     | доктор економічних наук, професор, Член-кореспондент НАН України (фінанси, грошовий обіг і кредит), Державна установа «Інститут економіки та прогнозування НАН України»                 |
| 2010 | Колективна монографія «Фінансово-монетарні важелі економічного розвитку» (3 томи)                                                           | Шаблиста Любов Миколаївна       | доктор економічних наук, професор, Державна установа «Інститут економіки та прогнозування НАН України»                                                                                  |
| 2010 | Колективна монографія «Фінансово-монетарні важелі економічного розвитку» (3 томи)                                                           | Шелудько Наталія Михайлівна     | доктор економічних наук, професор, Державна установа «Інститут економіки та прогнозування НАН України»                                                                                  |
| 2008 | Цикл робіт з управління інноваційним розвитком економіки                                                                                    | Федулова Любов Іванівна         | доктор економічних наук, професор, Державна установа «Інститут економіки та прогнозування НАН України»                                                                                  |
| 2006 | Цикл наукових праць «Екологізація політики регіонального розвитку»                                                                          | Буркинський Борис Володимирович | доктор економічних наук, професор, Академік НАН України (регіональна економіка), директор Інституту проблем ринку та економіко-екологічних досліджень НАН України                       |
| 2006 | Цикл наукових праць «Екологізація політики регіонального розвитку»                                                                          | Степанов В'ячеслав Миколайович  | доктор економічних наук, професор, Інститут проблем ринку та економіко-екологічних досліджень НАН України                                                                               |
| 2006 | Цикл наукових праць «Екологізація політики регіонального розвитку»                                                                          | Харічков Сергій Костянтинович   | доктор економічних наук, професор, заступник директора з наукової роботи Інституту проблем ринку та економіко-екологічних досліджень НАН України                                        |
| 2004 | Цикл наукових праць «Соціальна економіка та історія економічної думки»                                                                      | Горкіна Лариса Павлівна         | доктор економічних наук, професор, завідувач відділу Інституту економіки та прогнозування НАН України                                                                                   |
| 2004 | Цикл наукових праць «Соціальна економіка та історія економічної думки»                                                                      | Єременко Володимир Григорович   | доктор економічних наук, професор, Інститут світової економіки і міжнародних відносин НАН України                                                                                       |
| 2002 | Цикл праць з проблем соціальної орієнтації економіки                                                                                        | Амоша Олександр Іванович        | доктор економічних наук, професор, Академік НАН України (економіка), директор Інституту економіки промисловості НАН України                                                             |
| 2002 | Цикл праць з проблем соціальної орієнтації економіки                                                                                        | Новикова Ольга Федорівна        | доктор економічних наук, професор, заступник директора Інституту економіки промисловості НАН України                                                                                    |
| 2000 | Монографія «Пути и перепутья современной цивилизации»                                                                                       | Кримський Сергій Борисович      | доктор філософських наук, професор |
| 2000 | Монографія «Пути и перепутья современной цивилизации»                                                                                       | Павленко Юрій Віталійович       | доктор філософських наук, професор, Інститут світової економіки і міжнародних відносин НАН України                                                                                      |
| 2000 | Монографія «Пути и перепутья современной цивилизации»                                                                                       | Пахомов Юрій Миколайович        | доктор економічних наук, професор, Академік НАН України (політична економія та соціальні проблеми економіки), директор Інституту світової економіки та міжнародних відносин НАН України |
| 1998 | Цикл наукових праць «Основи оптимізації екосередовищ»                                                                                       | Горєв Леонід Миколайович        | доктор географічних наук, професор, завідувач кафедри гідрології та гідрохімії географічного факультету Київського національного університету імені Тараса Шевченка                     |
| 1998 | Цикл наукових праць «Основи оптимізації екосередовищ»                                                                                       | Дорогунцов Сергій Іванович      | доктор економічних наук, професор, Член-кореспондент НАН України (розміщення продуктивних сил), голова Ради по вивченню продуктивних сил України НАН України.                           |
| 1998 | Цикл наукових праць «Основи оптимізації екосередовищ»                                                                                       | Хвесик Михайло Артемович        | доктор економічних наук, професор, Директор Інституту економіки природокористування та сталого розвитку НАН України                                                                     |
| 1997 | Цикл робіт «Економічні та екологічні проблеми розвитку і функціонування національного агропромислового комплексу»                           | Борщевський Петро Прокопович    | доктор економічних наук, професор, Рада по вивченню продуктивних сил України НАН України                                                                                                |
| 1997 | Цикл робіт «Економічні та екологічні проблеми розвитку і функціонування національного агропромислового комплексу»                           | Пасхавер Борис Йосипович        | доктор економічних наук, професор, Державна установа «Інститут економіки та прогнозування НАН України»                                                                                  |
| 1997 | Цикл робіт «Економічні та екологічні проблеми розвитку і функціонування національного агропромислового комплексу»                           | Трегобчук Валентин Михайлович   | доктор економічних наук, професор, академік Національної академії аграрних наук України, завідувач відділу Інституту економіки                                                          |
| 1996 | Цикл робіт «Теоретичні основи відтворення трудового потенціалу і механізм його реалізації в умовах формування ринкової економічної системи» | Долішній Мар'ян Іванович        | доктор економічних наук, професор, Академік НАН України (економіка), директор Інституту регіональних досліджень НАН України                                                             |
| 1996 | Цикл робіт «Теоретичні основи відтворення трудового потенціалу і механізм його реалізації в умовах формування ринкової економічної системи» | Злупко Степан Миколайович       | доктор економічних наук, професор, Львівський національний університет імені Івана Франка                                                                                               |
| 1996 | Цикл робіт «Теоретичні основи відтворення трудового потенціалу і механізм його реалізації в умовах формування ринкової економічної системи» | Трегобчук Валентин Михайлович   | доктор економічних наук, професор, Академік НАН України (демографія), директор Національного інституту стратегічних досліджень                                                          |
| 1995 | Цикл робіт «Проблеми переходу до ринкової економіки»                                                                                        | Чухно Анатолій Андрійович       | доктор економічних наук, професор, Академік НАН України (політична економія та соціальні проблеми економіки), проректор Київського національного університету імені Тараса Шевченка     |
| 1993 | Цикл праць з економічних проблем автоматизації виробництва                                                                                  | Айзенштейн Марк Давидович       | доктор економічних наук, професор |
| 1993 | Цикл праць з економічних проблем автоматизації виробництва                                                                                  | Заботіна Раіса Іванівна         | |
| 1993 | Цикл праць з економічних проблем автоматизації виробництва                                                                                  | Чумаченко Микола Григорович     | доктор економічних наук, професор, Академік НАН України (економіка), директор Інституту економіки промисловості НАН України                                                             |